# 지네타 카스

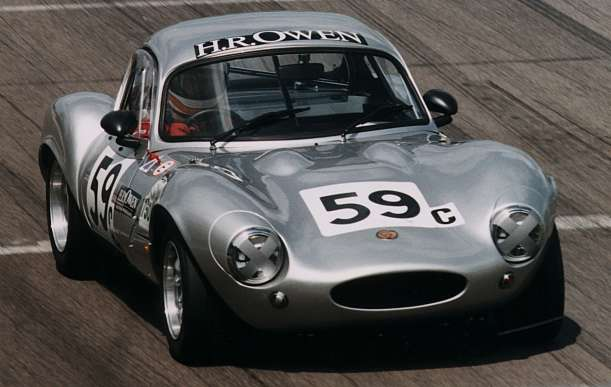
지네타 마크 4

지네타 카스(영어: Ginetta Cars)는 경주 및 스포츠카를 생산하는 영국의 자동차 기업이다. 영국 웨스트요크셔주 리즈에 위치한 이 기업은 1958년에 설립했으며 현재 지네타 G40을 비롯해 6개 모델을 설계, 제조, 판매하고 있다.

## 참고 문헌
- Walklett, Bob (1994). 《Ginetta - The Inside Story: 31 Years of British Specialist Car Manufacturer》. Bookmarque Publishing. ISBN 1-870519-28-0.
- Rose, John (1988). 《Ginetta: The Illustrated History》. G T Foulis & Co Ltd. ISBN 0-85429-685-9.
- Pyman, T (2004). 《History of the Ginetta G4》. Bookmarque Publishing. ISBN 1-870519-69-8.